# Грамон (коммуна)
Грамо́н (фр. Gramond, окс. Gramont) — коммуна во Франции, находится в регионе Окситания. Департамент — Аверон. Входит в состав кантона Бараквиль-Совтер. Округ коммуны — Родез.
Код INSEE коммуны — 12113.
Коммуна расположена приблизительно в 510 км к югу от Парижа, в 105 км северо-восточнее Тулузы, в 20 км к юго-западу от Родеза.

## Население
Население коммуны на 2008 год составляло 385 человек.
| 1962 | 1968 | 1975 | 1982 | 1990 | 1999 | 2008 |
| ---- | ---- | ---- | ---- | ---- | ---- | ---- |
| 507  | 526  | 477  | 417  | 390  | 367  | 385  |

## Администрация
| Период | Период | Фамилия       | Партия | Должность |
| ------ | ------ | ------------- | ------ | --------- |
| 1971   | 1977   | Леон Кейсьяль |        |           |
| 1977   | 1995   | Пьер Лакомб   |        |           |
| 1995   |        | Андре Бори    |        |           |

## Экономика

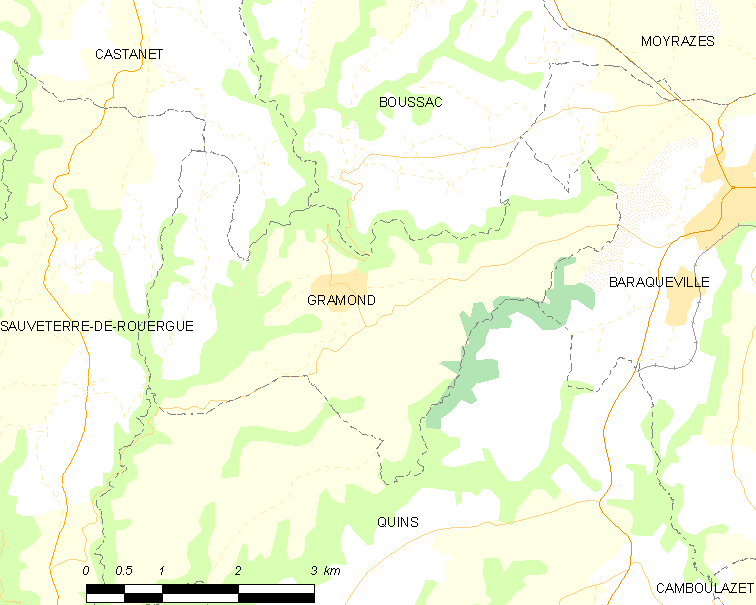
Карта коммуны

В 2007 году среди 183 человек в трудоспособном возрасте (15—64 лет) 145 были экономически активными, 38 — неактивными (показатель активности — 79,2 %, в 1999 году было 66,0 %). Из 145 активных работала 141 человек (79 мужчин и 62 женщины), безработных было 4 (3 мужчин и 1 женщина). Среди 38 неактивных 13 человек были учениками или студентами, 10 — пенсионерами, 15 были неактивными по другим причинам.

## Достопримечательности
- Ораторий (XVI век). Памятник истории с 1933 года[3]